# Mixin
Mixin (en rus: Мишин) és un poble (un khútor) de l'óblast de Volgograd, a Rússia, segons el cens del 2010 tenia 211 habitants.